# Landgericht Berneck
Das Landgericht Berneck war ein von 1812 bis 1879 bestehendes bayerisches Landgericht älterer Ordnung mit Sitz in Gefrees (ab 1840: Berneck im heutigen Landkreis Bayreuth).
Im Jahr 1812 wurde im Verlauf der Verwaltungsneugliederung Bayerns das Landgericht Gefrees errichtet. Dieses wurde dem Mainkreis zugeschlagen. Es umfasste die Orte des ehemals preußischen Justiz- und Kammeramtes Gefrees und des Justizamtes Kupferberg und Kammeramtes Marktschorgast. 1827 hatte das Landgericht eine Fläche von 5 Quadratmeilen (≙ 280 km²). Es gab 2 Städte, 2 Marktflecken, 5 Pfarrdörfer und 68 weitere Orte mit etwa 12.760 Einwohnern.
Der Sitz des Landgerichts wurde ab 1840 nach Berneck verlegt und das Landgericht Gefrees in Landgericht Berneck umbenannt.
1853 hatte Landgericht Berneck eine Fläche von 4 Quadratmeilen (≙ 224 km²). Es gab 30 Gemeinden mit insgesamt 16.301 Einwohnern.
Anlässlich der Einführung des Gerichtsverfassungsgesetzes am 1. Oktober 1879 wandelte man das Landgericht in das Amtsgericht Berneck um.

## Struktur

### Steuerdistrikte
Im Rahmen des Gemeindeedikts wurde 1812 das Landgericht in 12 Steuerdistrikte untergliedert, die dem Rentamt Gefrees unterstanden:
- Berneck mit Bärnreuth, Binning, Blumenau, Frankenhammer, Gothendorf, Hämmerlas, Haselleithen, Heinersreuth, Hinterröhrenhof, Hohenknoden, Juliusthal, Köslar, Kutschenrangen, Micheldorf, Rödlasberg, Vorderröhrenhof, Warmeleithen und Ziegelhütte;
- Bischofsgrün mit Birnstengel, Fröbershammer, Glasermühle, Göhren, Grassemann, Güßhügel, Hedlerreuth, Hinterer Geiersberg, Hirschhaid, Hohehaid, Rangen und Weißmainshochofen;
- Gefrees mit Böseneck, Cremitz, Neuenreuth und Oberneuenreuth;
- Goldkronach mit Beerfleck, Brandholz, Brandleithen, Bruckmühle, Degmann, Escherlich, Föllmar, Föllmarsberg, Fornenmühle, Frankenberg, Geräum, Goldberg, Heidelleithen, Schlegelberg, Schmelz, Sickenreuth, Silberrose, Steinbühl und Zoppaten;
- Himmelkron mit Birkenhof, Falkenhaus, Gleisenhof, Gössenreuth, Hermeshof, Kieselhof, Kremitz, Lanzendorf, Nenntmannsreuth, Schwärzhof, Streit, Streitmühle und Ziegelhütte;
- Lützenreuth mit Ackermannshof, Hermersreuth, Hinterer Kesselberg, Meyerhof, Stein und Vorderer Kesselberg;
- Marktschorgast mit Falls, Grundmühle, Mittelpöllitz, Mooshof, Oberpöllitz, Pulst, Thalmühle, Unterpöllitz, Wasserknoden und Ziegenburg;
- Metzlersreuth mit Entenmühle, Fallmeisterei, Gottmannsberg, Grünhügel, Grünstein, Kastennmühle, Langenzell, Schamlesberg, Schweinsbach und Wülfersreuth;
- Nemmersdorf mit Goldner Hirsch, Haag, Konradswiese, Kühleithen, Pfarrloh, Pöllersdorf, Reuth, Saas, Sommerleithen und Ziegelhütte;
- Neudorf mit Gesees, Kottersreuth und Leisau;
- Streitau mit Altpoppenreuth, Bucheck, Bucheckeinzel, Bucheckmühle, Bugeinzel b.Tennersreuth, Fleisnitz, Fleisnitzmühle, Hampelshof, Hinterbug, Höflein, Hollenreuth, Kirschbaum, Lindenhof, Mittelbug, Neubau, Oberbug, Obertennersreuth, Petzet, Streitauermühle, Tennersreuth, Unterbug und Witzleshofen;
- Zettlitz mit Bucheck, Lübnitz, Neuenreuth, Tannenreuth, Walpenreuth, Witzleshofen und Wundenbach.

### Gemeinden
Mit dem Zweiten Gemeindeedikt (1818) wurden 27 Ruralgemeinden gebildet:
- Bärnreuth mit Heinersreuth;
- Berneck mit Binning, Blumenau, Frankenhammer, Kutschenrangen, Rödlasberg, Warmeleithen und Ziegelhütte;
- Bischofsgrün mit Birnstengel, Fröbershammer, Glasermühle, Göhren, Grassemann, Güßhügel, Hedlerreuth, Hinterer Geiersberg, Hirschhaid, Hohehaid, Rangen und Weißmainshochofen;
- Brandholz mit Beerfleck, Frankenberg, Geräum, Gesegneter Friedrich, Goldberg, Heidelleithen, Schlegelberg, Sickenreuth, Silberrose und Zoppaten;
- Escherlich mit Brandleithen, Bruckmühle, Degmann, Föllmar, Föllmarsberg, Fornenmühle, Hinterröhrenhof, Juliusthal, Schmelz, Steinbühl und Vorderröhrenhof;
- Falls mit Höflas und Wagnerseinzel;
- Gefrees mit Cremitz, Kastenmühle und Oberneuenreuth;
- Goldkronach;
- Goldmühl mit Mainleithen;
- Gössenreuth;
- Grünstein mit Böseneck und Grünhügel;
- Himmelkron mit Hermeshof, Schwärzhof, Streit, Streitmühle und Ziegelhütte;
- Kornbach mit Haidlas und Knopfhammer;
- Lanzendorf mit Gleisenhof;
- Leisau mit Kottersreuth;
- Lützenreuth mit Ackermannshof, Hermersreuth, Hinterer Kesselberg, Meyerhof, Stein und Vorderer Kesselberg;
- Marktschorgast mit Grundmühle, Mittelpöllitz, Oberpöllitz, Pulst, Rohrersreuth, Thalmühle, Unterpöllitz und Ziegenburg;
- Metzlersreuth mit Entenmühle, Gottmannsberg, Hämmerlas, Hermersreuth, Langenzell, Schamlesberg, Schweinsbach und Wülfersreuth;
- Nemmersdorf mit Goldner Hirsch, Haag, Konradswiese, Kühleithen, Pfarrloh, Pöllersdorf, Reuth, Saas, Sommerleithen und Ziegelhütte;
- Neudorf mit Birkenhof, Falkenhaus, Gesees und Nenntmannsreuth;
- Rimlas mit Gothendorf, Hohenknoden, Köslar und Micheldorf;
- Streitau mit Hinterbug, Höflein, Hollenreuth, Kirschbaum, Mittelbug, Neubau, Oberbug, Petzet, Streitauermühle und Unterbug;
- Walpenreuth mit Tannenreuth;
- Wasserknoden mit Kolbenhof und Mooshof;
- Witzleshofen mit Bechertshöfen, Bucheck, Hutschenreuth und Sand;
- Wülfersreuth mit Fallmeisterei;
- Zettlitz mit Lübnitz, Neuenreuth und Wundenbach.

## Weitere Entwicklung
1819 wurden zwei Gemeinden neu gebildet:
- Wundenbach mit Lübnitz und Neuenreuth.[3]
- Ziegenburg mit Mittelpöllitz, Oberpöllitz, Pulst, Rauhholz, Rohrersreuth und Unterpöllitz.[4]